# Xylobiops texanus
Xylobiops texanus är en skalbaggsart som först beskrevs av Horn 1878.  Xylobiops texanus ingår i släktet Xylobiops och familjen kapuschongbaggar. Inga underarter finns listade i Catalogue of Life.